# Thanatos (obrazy Jacka Malczewskiego)
Thanatos – cykl obrazów Jacka Malczewskiego, poświęconych tematyce śmierci. Jest to ważna część poetyckiej mitologii malarza. Artysta odcinając się od pośredniowiecznej tradycji personifikowania śmierci, nie odwołuje się także do motywów makabrycznych. Autor sięga natomiast do greckiego mitu o bogu Tanatosie, bracie bliźniaku Hypnosa, boga snu. Jednak w przeciwieństwie do tradycji greckiej, Malczewski przedstawia Thanatosa jako dorodną kobietę ze skrzydłami. Powstaje w ten sposób niekonwencjonalny wizerunek śmierci. Nie jest to jednak femme fatale, motyw popularny w epoce Młodej Polski. W obrazach występuje bowiem kontrast między erotyzmem ciała kobiety a kosą – narzędziem śmierci. Takie zestawienie symboli oznacza pojmowanie śmierci jako odrodzenia, nadziei na przejście do nowego życia w lepszym świecie (obraz Zmartwychwstanie). Malczewski przedstawiał śmierć także jako kobietę z kosą zamykającą oczy starca albo z twarzą kochanki (obraz z 1911).
Przywołanie scenerii nocnej, oświetlenie światłem księżyca wiąże się z filozoficznym sensem mitu o greckim bogu i jego pokrewieństwie ze snem, dającym możliwość poznania niezakłóconego namiętnościami cielesnej natury. Artysta wykorzystuje motyw śmierci jako powrotu do arkadii w obrazach Powrót w rodzinne strony i w ostatniej części tryptyku Moje życie.

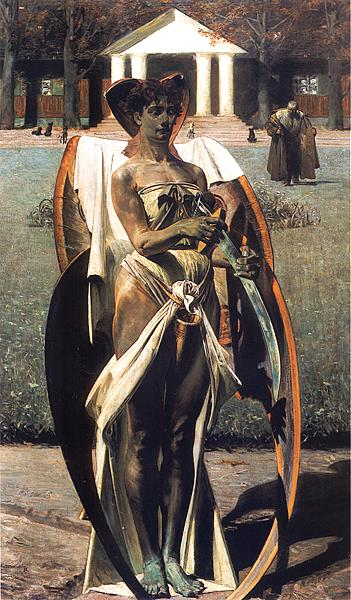
Thanatos I, 1898
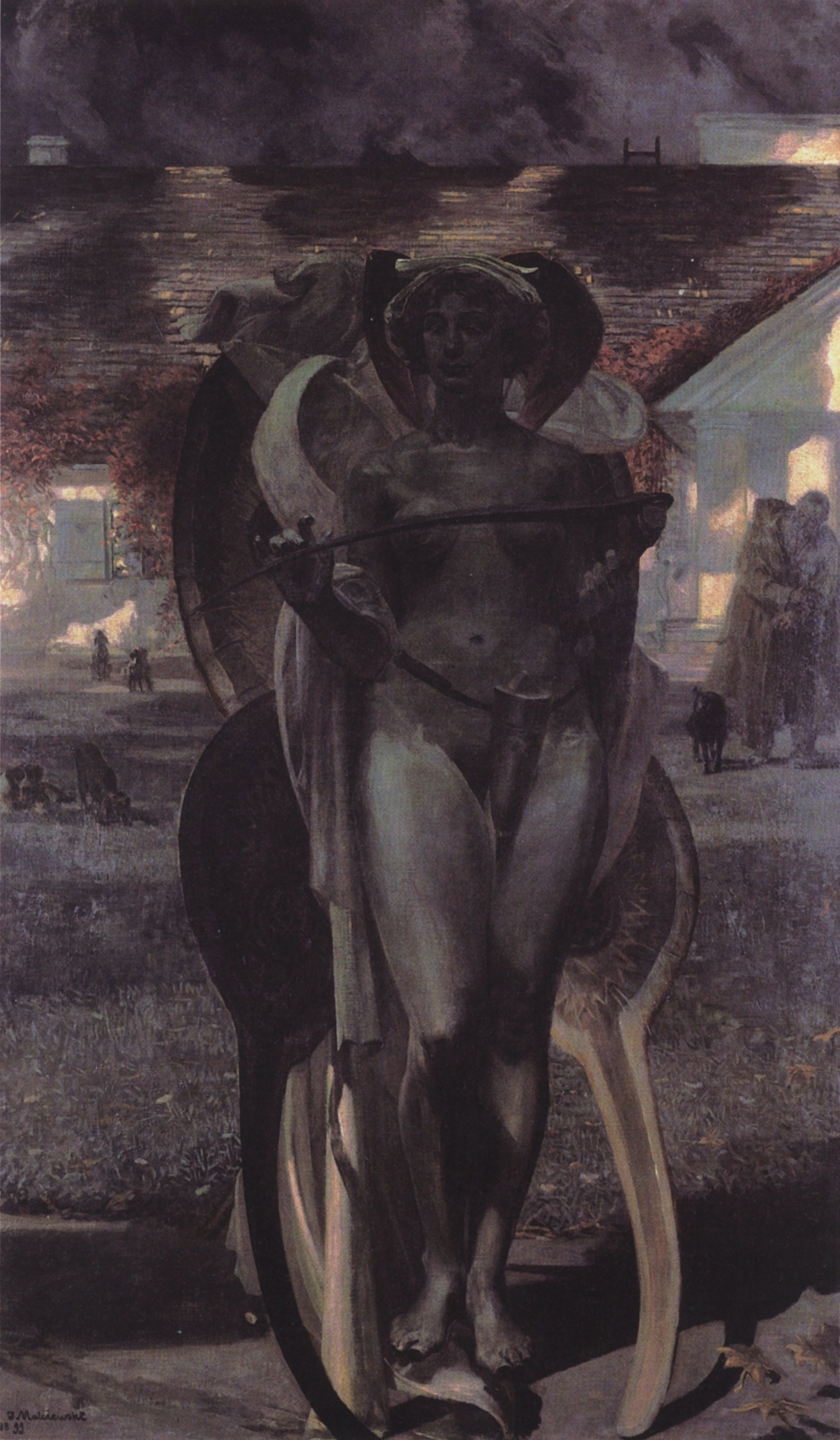
Thanatos II, 1899
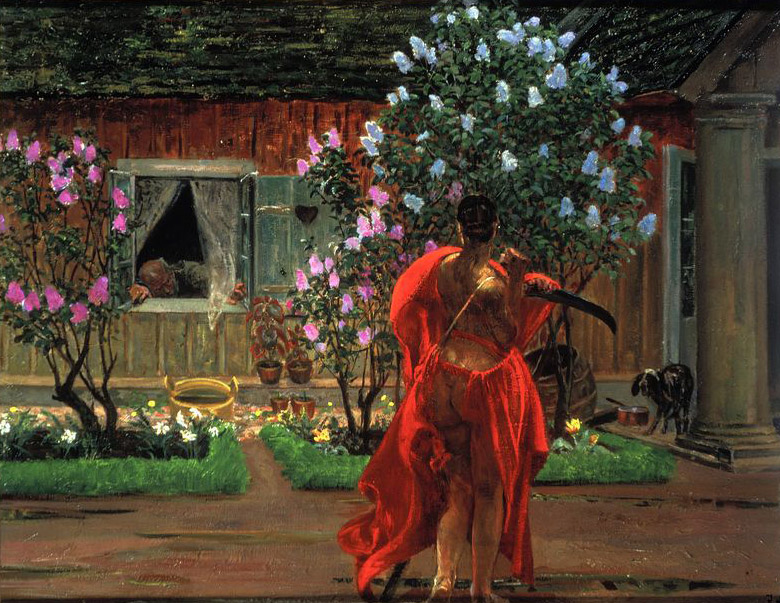
Thanatos, 1898-99